# 2016 à Nauru
Cet article présente les faits marquants de l'année 2016 à Nauru.

## Évènements
- 7 mars : Le gouvernement interdit à tout citoyen d'Australie ou de Nouvelle-Zélande de visiter le pays, à moins d'une lettre d'un citoyen nauruan se portant garant de leur bonne conduite. La décision intervient alors que le gouvernement tente d'empêcher tout accès de journalistes étrangers ou d'organisations des droits de l'homme au centre de détention de migrants sur l'île[1].
- 13 avril : Nauru devient le 189e État membre du Fonds monétaire international[2].
- 27 mai : Le gouvernement introduit d'importantes réformes à son code pénal. Le nouveau code abolit formellement la peine de mort (qui en pratique n'a jamais été appliquée), ainsi que les peines de travaux forcés ; pénalise le viol conjugal ; dépénalise l'homosexualité et le suicide ; et accroît les peines pour agressions sexuelles. L'avortement (pour raisons autres que médicales) demeure illégal[3].
- 9 juillet : Élections législatives. Le gouvernement sortant accroît sa majorité absolue des sièges, dans un contexte controversé. Baron Waqa demeure président de la République.
- 11 juillet : Roland Kun, ancien député d'opposition, interdit de sortie du territoire depuis un an pour avoir critiqué le gouvernement auprès de médias étrangers, parvient enfin à quitter Nauru, la Nouvelle-Zélande lui ayant accordé la citoyenneté néo-zélandaise et lui ayant fait parvenir un passeport. Il se présente à la dernière minute à l'aéroport international de Nauru, afin de ne pas être à nouveau débarqué de l'avion (comme il l'avait été en 2015), et rejoint ainsi sa famille en Nouvelle-Zélande[4].
- 9 août : Le quotidien britannique The Guardian publie un dossier de 8 000 pages de rapports affirmant l'existence de violences systématiques à l'encontre des détenus dans le camp de détention australien de demandeurs d'asile à Nauru. Amnesty International demande la fermeture du camp[5]. Les gouvernements australien et nauruan répondent que le rapport contient de nombreux mensonges[6].
- fin août : Le gouvernement annule les passeports de plusieurs figures de l'opposition, les empêchant ainsi de quitter le pays. Parmi les personnalités affectées se trouve l'ancien président Sprent Dabwido, qui était sur le point de se rendre en Australie pour raisons médicales[7].
- 9 décembre : Mort de Valdon Dowiyogo, ministre des Transports et de la Santé, en fonction (à l'âge de 48 ans)[8].